# Le Kram (délégation)
Le Kram est une délégation tunisienne dépendant du gouvernorat de Tunis.
En 2004, elle compte 58 152 habitants dont 29 158 hommes et 28 994 femmes répartis dans 14 742 ménages et 16 803 logements.

## Subdivisions administratives
Elle est subdivisée en sept imadas (secteurs) :
| Imada         | Population (2004) |
| ------------- | ----------------- |
| Le Kram Est   | 7 779             |
| Erriadh       | 17 422            |
| El Bouhaïra   | 5 453             |
| Sidi Fredj    | 6 199             |
| Le Kram Ouest | 9 400             |
| Sidi Amor     | 4 406             |
| Bir El Helou  | 6 493             |